# Swim
Swim is de tweede plaat van de Britse rockgroep Feeder, die in juni 1996 verscheen. Het nummer "Stereo World" werd later uitgebracht als single.
Na het succes van hun single "Buck Rogers" en het album Echo Park werd Swim in oktober 1998 opnieuw uitgebracht, deze keer niet op vinylplaat maar op cd. Er werden zeven extra nummers aan toegevoegd, waaronder "Chicken on a Bone", die ook op hun vorige vinylplaat, Two colours, en de twee videoclips van "Crash" en "Cement". De hoes bleef volledig hetzelfde, alleen de kleur werd veranderd: blauw bij de originele uitgave, rood bij de heruitgave.

## Nummers
1. "Sweet 16" – 3:32
2. "Stereo World" – 3:32
3. "W.I.T.(Women in Towels)" – 2:29
4. "Descend" – 5:25
5. "Shade" – 4:09
6. "Swim" – 3:19

Heruitgave uit 2001
1. "Sweet 16" – 3:32
2. "Stereo World" – 3:32
3. "W.I.T.(Women in Towels)" – 2:29
4. "Descend" – 5:25
5. "Shade" – 4:09
6. "Swim" – 3:19
7. "Elegy" – 4:13
8. "World Asleep" – 4:16
9. "Chicken On A Bone" – 3:45
10. "Spill" – 2:58
11. "Forgiven" – 4:47
12. "Crash" (videoclip)
13. "Cement" (videoclip)